# Karang Caya (Pajar Bulan)
Karang Caya is een bestuurslaag in het regentschap Lahat van de provincie Zuid-Sumatra, Indonesië. Karang Caya telt 1052 inwoners (volkstelling 2010).